# Uladzislau Andreyeu
Uladzislau Andreyeu, también transliterado como Vladislav Andreyev –en bielorruso, Уладзіслаў Андрэеў; en ruso, Владислав Андреев– (4 de mayo de 1987), es un deportista bielorruso que compite en lucha libre. Ganó una medalla de bronce en el Campeonato Mundial de Lucha de 2014 y cuatro medallas en el Campeonato Europeo de Lucha entre los años 2009 y 2018.

## Palmarés internacional
| Campeonato Mundial | Campeonato Mundial   | Campeonato Mundial | Campeonato Mundial |
| Año                | Lugar                | Medalla            | Categoría          |
| ------------------ | -------------------- | ------------------ | ------------------ |
| 2014               | Taskent (Uzbekistán) | Medalla de bronce  | 57 kg              |
| Campeonato Europeo |                      |                    |                    |
| Año                | Lugar                | Medalla            | Categoría          |
| 2009               | Vilna (Lituania)     | Medalla de bronce  | 55 kg              |
| 2011               | Dortmund (Alemania)  | Medalla de bronce  | 55 kg              |
| 2013               | Tiflis (Georgia)     | Medalla de plata   | 55 kg              |
| 2018               | Kaspisk (Rusia)      | Medalla de bronce  | 57 kg              |